# Michael Paré
Michael Kevin Paré (ur. 9 października 1958 w Brooklynie) – amerykański aktor filmowy i telewizyjny, piosenkarz, producent filmowy, model i kucharz. 
Ikona kina akcji klasy C i filmów VHS. Często obsadzany w rolach żołnierzy, bohaterów wojennych, policjantów i stereotypowych twardzieli. Jego cechami charakterystycznymi były niski, głęboki głos, muskularna sylwetka i aparycja klasyczna dla bohatera kina akcji.

## Życiorys

### Wczesne lata
Urodził się i dorastał w nowojorskim Brooklynie w stanie Nowy Jork jako jedno z ośmiorga dzieci Joan i adwokata Francisa Paré. Jego matka była Irlandką, a ojciec był pochodzenia francuskiego i kanadyjskiego. Miał trzech braci i sześć sióstr. W 1963, gdy Paré miał pięć lat, jego ojciec zmarł na białaczkę.
Jako nastolatek dorabiał w barze Dairy Queen. W liceum był w drużynie zapaśniczej. Po ukończeniu szkoły średniej i otrzymaniu stypendium z Uniwersytetu Michigan, kształcił się w Kulinarnej Szkole Amerykańskiej (Culinary Institute of America) w Hyde Park w stanie Nowy Jork, gdzie uczęszczali także m.in.: Anthony Bourdain, Maciej Kuroń czy Paul Bocuse. Był szefem kuchni w nowojorskie Cafe Europa. Przeniósł się na Manhattan i podjął pracę w restauracji Tavern On The Green w Central Park, gdy agentka Yvette Bikoff przekonała go, aby spróbował aktorstwa. Podpisał kontrakt z agentem modeli. Poznawał techniki sztuki aktorskiej pod kierunkiem Uty Hagen i Marvina Nelsona w Herbert Berghof Studio w Nowym Jorku, a także w Actors Studio. Jego idolami stali się James Dean i Marlon Brando.

### Kariera
Kiedy przyjechał do Hollywood, dostawał role licealistów. Przez dwa lata próbował zaistnieć w Los Angeles, zanim został odkryty przez agenta podczas przesłuchania do roli w kultowym serialu przygodowo–komediowym ABC Największy amerykański bohater (The Greatest American Hero, 1981–1983), gdzie w rezultacie zagrał twardego ucznia Tony’ego Villicanę z Williamem Kattem, Robertem Culpem, Connie Selleccą i Faye Grant. Doprowadziło to do głównej roli Harry’ego w dramacie ABC Zwariowane czasy (Crazy Times, 1981) z Davidem Caruso i Rayem Liottą. Zadebiutował na kinowym ekranie jako Max w australijskiej komedii historycznej Tajniacy (Undercover, 1983). Zabłysnął rolą gwiazdora rocka lat 50. w dramacie muzycznym Eddie i krążowniki (Eddie and the Cruisers, 1982) z Tomem Berengerem i Ellen Barkin oraz sequelu Eddie i krążowniki II: Eddie żyje! (Eddie and the Cruisers II: Eddie Lives!, 1989).
W sensacyjno-przygodowym romansie muzycznym utrzymanym w atmosferze rock and rolla Ulice w ogniu (Street of Fire, 1984) u boku Diane Lane i Willema Dafoe zagrał postać chłopaka gwiazdy rocka, weterana wojny wietnamskiej. Gdy Oliver Stone zaproponował mu rolę w Salvador (1986) i Plutonie (1986), obie odrzucił, gdy jego agent i inni twierdzili, że Stone nie jest reżyserem, tylko scenarzystą. W serialu CBS Rycerze z Houston (Houston Knights, 1987-1988) wcielił się w policjanta z Chicago sierżanta Joeya La Fiammy, który po przyjeździe do Houston wpada w konflikt ze swoim współpracownikiem. We wrześniu 1989 trafił na okładkę magazynu „Playgirl”. Wziął udział w reklamach telewizyjnych w Japonii. 
Był głównym bohaterem filmów sensacyjnych: Eksperyment Filadelfia (The Philadelphia Experiment, 1984), Księżyc 44 (Moon 44, 1990) Rolanda Emmericha, Miasto śmierci (The Killing Streets, 1991), Śmierć w słońcu (Into the Sun, 1992) i Hiszpańska róża (Point of Impact, 1993). W filmie akcji klasy B Komandosi śmierci (1994) powierzono mu rolę torturowanego oficera marynarki wojennej Brada Cartowskiego. Pracując na planie zdjęciowym tej produkcji, był w szczytowej formie fizycznej i mógł pochwalić się mocno rozwiniętą muskulaturą. W hollywoodzkim remake’u z 1960 – dreszczowcu sci-fi Johna Carpentera Wioska przeklętych (Village of the Damned, 1995) zagrał postać przesądnego męża brzemiennej żony z Christopherem Reeve’em, Kirstie Alley i Markiem Hamillem. 
Można go było zobaczyć w dwóch produkcjach kanadyjskich sci-fi Producers Network Association – telewizyjnym Wrota Carvera (Carver's Gate, 1995) i kinowym Wierzchołek (Falling Fire, 1998), telewizyjnym dreszczowcu ABC Kolonia (The Colony, 1996) z Casperem Van Dienem i komediodramacie Sofii Coppoli Przekleństwa niewinności (Virgin Suicides, 1999). W komedii Ulotna nadzieja (Hope Floats, 1998) wystąpił jako mąż głównej bohaterki granej przez Sandrę Bullock, który podczas nadawanego „na żywo” talk-show oświadcza o zdradzie żony z jej najlepszą przyjaciółką (Rosanna Arquette). 

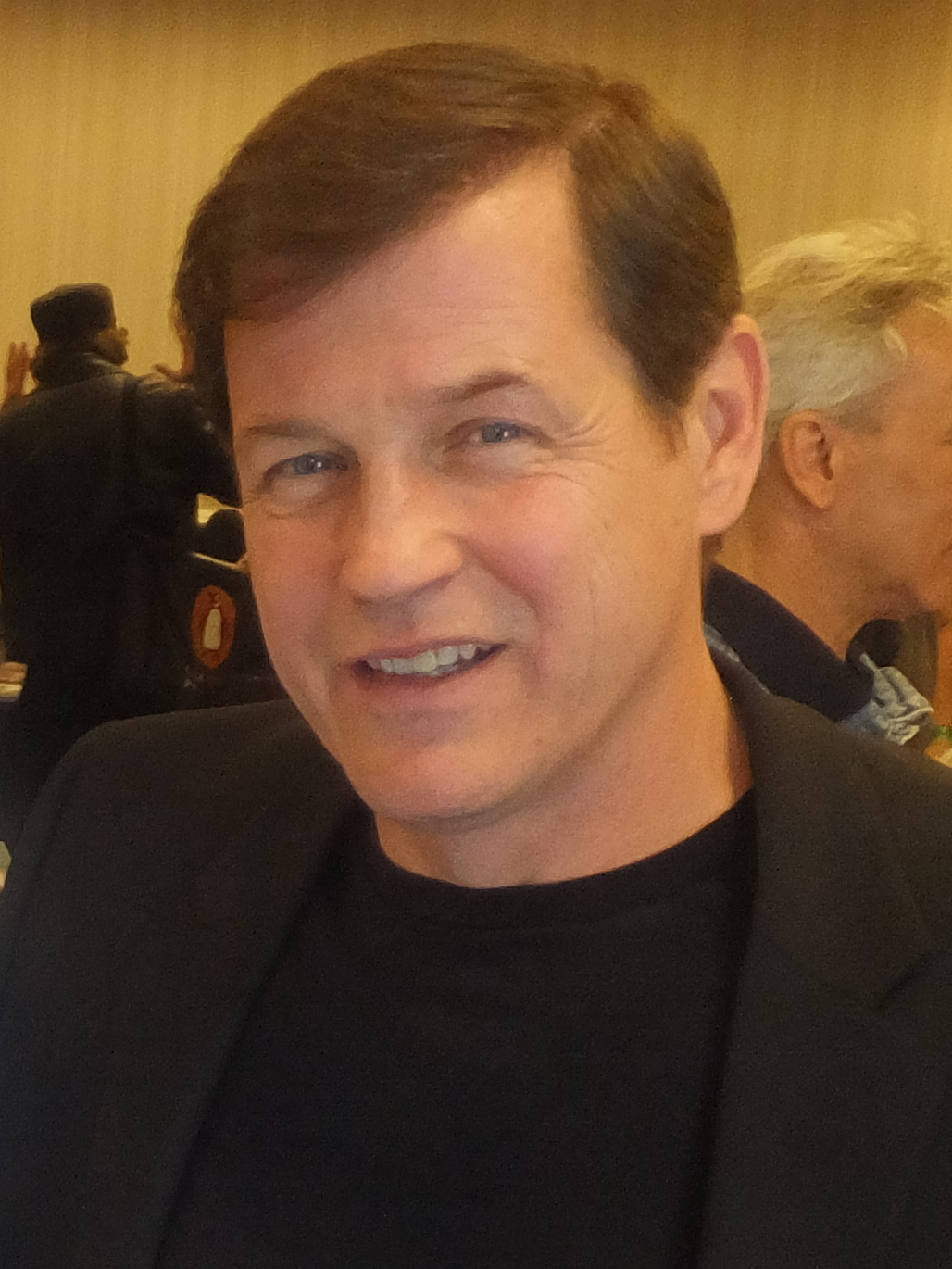
Paré w 2014 roku.

Kreacja detektywa w horrorze Seed: Skazany na śmierć (Seed, 2005) przyniosła mu nagrodę aktorską, przyznaną na Estepona International Fantasy and Horror Film Festival, gdzie uzyskał również nagrodę za wybitne osiągnięcia artystyczne. Wystąpił potem w ekranowej wersji gry komputerowej BloodRayne (2005) z udziałem Kristanny Loken, Billy’ego Zane’a i Bena Kingsleya, filmie akcji Far Cry (2008) w reżyserii Uwego Bolla u boku Tila Schweigera i Udo Kiera, a także w filmach: Szczury tunelowe (2008), Rampage: Szaleństwo (Rampage, 2009), Prawnik z Lincolna (The Lincoln Lawyer, 2011), Zaginiona (Gone, 2012) i Taśmy Watykanu (The Vatican Tapes, 2015). 
Jego rolę skorumpowanego szeryfa Olsona w sensacyjnym dreszczowcu kryminalnym Dobry, zły i martwy (4Got10, 2015) u boku Johnny’ego Messnera i Dolpha Lundgrena uhonorowano nagrodą dla najlepszego aktora podczas Burbank International Film Festival 2015. W 2016 na Międzynarodowym Festiwalu Filmowym „Akcja na filmie” w Las Vegas otrzymał dwie nagrody – dla wykonawcy akcji roku za rolę ranczera Claya Travisa w westernie Traded (2016) i wraz z innymi aktorami dla znakomitej obsady w filmie fabularnym jako ambasador Patrick Adams Jr. w dramacie kryminalnym Czerwony liść klonu (The Red Maple Leaf, 2016) z Jamesem Caanem, Krisem Kristoffersonem, Martinem Landauem i Paulem Sorvino. W dreszczowcu Przemoc po amerykańsku (American Violence, 2017) z Bruce’em Dernem i Denise Richards pojawił się w roli kryminalisty Martina Bigga.

## Życie prywatne

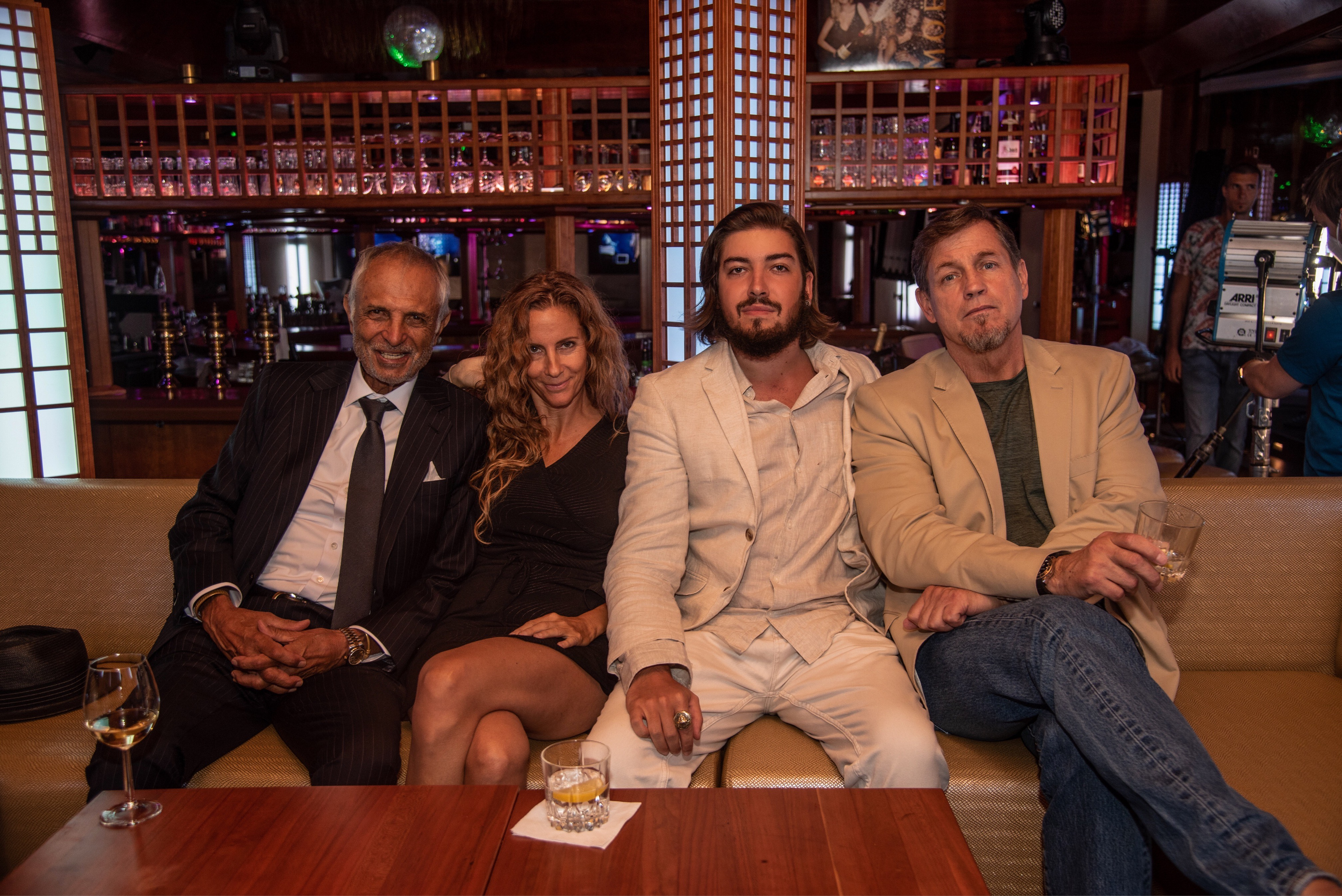
Paré na planie zdjęciowym filmu Someone Dies Tonight, 2021.

W latach 1980–1982 był żonaty z producentką filmową Lisą Katselas. W latach 1984–1985 był w nieformalnym związku z aktorką Nancy Allen, z którą we wrześniu 1984 był na okładce magazynu „Playgirl”. W latach 1986–1988 jego żoną była Marisa Roebuck. 21 marca 1992 zawarł związek małżeński z holenderską byłą modelkę Marjolein Booy, z którą ma syna. Posiada mieszkanie w Amsterdamie.

## Śpuścizna
Janet Maslin, wpływowa krytyczka współpracująca z dziennikiem The New York Times, uznała jego pierwszą rolę w filmie kinowym (Eddie i krążowniki) za udany debiut aktorski. Albert Nowicki (Prime Movies) pisał, że „Michael Paré nie należał nigdy do hollywoodzkiej ekstraklasy i można uznać go za aktora niedocenionego”, a Marta Górna (Gazeta Wyborcza) stwierdziła, że Paré to aktor „posągowo przystojny”. W 2013 roku podczas międzynarodowego festiwalu filmowego Action on Film przyznano mu nagrodę Half-Life Award za osiągnięcia aktorskie w zakresie kina sensacyjnego.

## Filmografia
| Rok       | Tytuł                                                                        | Rola                                         | Reżyser                        |
| --------- | ---------------------------------------------------------------------------- | -------------------------------------------- | ------------------------------ |
| 1981      | Zwariowane czasy (Crazy Times, TV)                                           | Harry                                        | Lee Philips                    |
| 1981–1983 | Największy amerykański bohater (The Greatest American Hero, serial TV)       | Tony Villicana                               | Stephen J. Cannell             |
| 1983      | Eddie i krążowniki (Eddie and the Cruisers)                                  | Eddie Wilson                                 | Martin Davidson                |
| 1983      | Tajniacy (Undercover)                                                        | Max                                          | David Stevens                  |
| 1984      | Eksperyment Filadelfia (The Philadelphia Experiment)                         | David Herdeg                                 | Stewart Raffill                |
| 1984      | Ulice w ogniu (Streets of Fire)                                              | Tom Cody                                     | Walter Hill                    |
| 1985      | Kosmiczne szaleństwo (Space Rage)                                            | Grange                                       | Conrad E. Palmisano            |
| 1987      | Klub kobiet (The Women’s Club)                                               | Patrick                                      | Sandra Weintraub               |
| 1987–1988 | Houston Knights (serial TV)                                                  | Joey La Fiamma                               | Michael Butler, Jay Bernstein  |
| 1988      | Świat oszalał (World Gone Wild)                                              | George Landon                                | Lee H. Katzin                  |
| 1989      | Eddie i krążowniki II: Eddie żyje! (Eddie and the Cruisers II: Eddie Lives!) | Eddie Wilson/Joe West                        | Jean-Claude Lord               |
| 1990      | Księżyc 44 (Moon 44)                                                         | Felix Stone                                  | Roland Emmerich                |
| 1990      | Dragonfight                                                                  | Moorpark                                     | Warren Stevens                 |
| 1990      | Ciemne słońce (Il Sole buio)                                                 | Ruggero Brickman                             | Damiano Damiani                |
| 1991      | Miasto śmierci (The Killing Streets)                                         | bracia: Chris i Craig Brandt (podwójna rola) | Stephen Cornwell               |
| 1991      | The Last Hour                                                                | Jeff                                         | William Sachs                  |
| 1991      | Miasto zła (Empire City, TV)                                                 | Joey Andre                                   | Mark Rosner                    |
| 1992      | Nocne kłopoty (Sunset Heat)                                                  | Eric Wright                                  | John Nicolella                 |
| 1992      | Do brzasku (Blink of an Eye)                                                 | Sam Browning                                 | Bob Misiorowski                |
| 1992      | Śmierć w słońcu (Into the Sun)                                               | Paul Watkins                                 | Christopher Morrison           |
| 1993      | Hiszpańska róża (Point of Impact)                                            | Jack David                                   | Bob Misiorowski                |
| 1993      | Komandosi śmierci (Deadly Heroes)                                            | Brad Cartowski                               | Menahem Golan                  |
| 1994      | Wojownicy (Warriors)                                                         | Colin Neal                                   | Shimon Dotan                   |
| 1994      | Księżycowy glina (Lunarcop)                                                  | Joe Brody                                    | Boaz Davidson                  |
| 1994      | Niebezpieczeństwo (The Dangerous)                                            | Random                                       | Rod Hewitt                     |
| 1995      | Carver's Gate (TV)                                                           | Carver                                       | Sheldon Inkol                  |
| 1995      | Trójkąt (Triplecross)                                                        | Teddy „T.C” Cooper                           | Jenő Hódi                      |
| 1995      | Gniew aniołów (Raging Angels)                                                | Colin Grammercy                              | Warden Neil                    |
| 1995      | Wioska przeklętych (Village of the Damned)                                   | Frank McGowan                                | John Carpenter                 |
| 1996      | Kolonia (The Colony)                                                         | Alec Harken                                  | Tim Hunter                     |
| 1996      | Uciekający kojot (Coyote Run)                                                | Pershing Quinn                               | Shimon Dotan                   |
| 1996      | Zły wpływ księżyca (Bad Moon)                                                | wuj Ted                                      | Eric Red                       |
| 1997      | Handlarze śmiercią (Merchant of Death)                                       | Jim Randell                                  | Yossi Wein                     |
| 1997      | Strip Search                                                                 | Robby Durrell                                | Rod Hewitt                     |
| 1997      | Hydrosfera (2103: The Deadly Wake)                                           | John Tarkis                                  | G. Philip Jackson              |
| 1997      | Wierzchołek (Falling Fire)                                                   | Deryl Boden                                  | Daniel D'Or                    |
| 1998      | Ulotna nadzieja (Hope Floats)                                                | Bill Pruitt                                  | Forest Whitaker                |
| 1998      | Dług honorowy (Back to Even)                                                 | Boyle                                        | Rod Hewitt                     |
| 1998      | 22 października (October 22)                                                 | Gary                                         | Richard Schenkman              |
| 1999      | Men of Means                                                                 | Rico 'Bullet' Burke                          | George Mendeluk                |
| 1999      | Kosmiczna furia (Space Fury)                                                 | Konrad                                       | Eli Necakov                    |
| 1999      | Przekleństwa niewinności (The Virgin Suicides)                               | dorosły Trip Fontaine                        | Sofia Coppola                  |
| 2000      | Peril                                                                        | Vincent                                      | David Giancola                 |
| 2000      | Mordercza obsesja (Sanctimony)                                               | Jim Renart                                   | Uwe Boll                       |
| 2000-2003 | Starhunter                                                                   | Dante Montana                                | Daniel D'Or                    |
| 2001      | Blackwoods                                                                   | szeryf William Harding                       | Uwe Boll                       |
| 2001      | Miesiąc nadziei (A Month of Sundays)                                         | Tomas McCabe                                 | Stewart Raffill                |
| 2003      | Serce Ameryki (Heart of America)                                             | Will Prat                                    | Uwe Boll                       |
| 2003      | Czerwony Skorpion (Red Serpent)                                              | Steve Nichols                                | Gino Tanasescu                 |
| 2003      | Fate                                                                         | detektyw Cody Martin                         | Ace Cruz                       |
| 2004      | Gargoyles                                                                    | Ty Griffin                                   | Jim Wynorski                   |
| 2004      | Dowody zbrodni (serial TV)                                                   | Randy Price                                  | Karen Gaviola                  |
| 2005      | BloodRayne                                                                   | Pat Garrett                                  | Uwe Boll                       |
| 2005      | Twarde lądowanie (Crash Landing)                                             | kapitan Williams                             | Jim Wynorski                   |
| 2005      | Komodo kontra kobra (Komodo vs. Cobra)                                       | Mike A. Stoddard                             | Jim Wynorski                   |
| 2006      | Saurian (TV)                                                                 | Jace Randall                                 | John Carl Buechler             |
| 2006      | South Beach (serial TV)                                                      | Charlie Evans                                |                                |
| 2006      | Seed: Skazany na śmierć (Seed)                                               | detektyw Matt Bishop                         | Uwe Boll                       |
| 2007      | Postal (Furnace)                                                             | Panhandler                                   | Uwe Boll                       |
| 2007      | Palenisko (Furnace)                                                          | detektyw Michael Turner                      | William Butler                 |
| 2007      | BloodRayne 2: Deliverance                                                    | Pat Garrett                                  | Uwe Boll                       |
| 2007      | Polycarp                                                                     | detektyw Barry Harper                        | George Lekovic                 |
| 2008      | Cheerleaderki ninja (Ninja Cheerleaders)                                     | Victor Lazzaro                               | David Presley                  |
| 2008      | Domowe piekło (100 Feet)                                                     | Mike Watson                                  | Eric Red                       |
| 2008      | Alone in the Dark II                                                         | Willson                                      | Michael Roesch, Peter Scheerer |
| 2008      | Far Cry                                                                      | Paul Summers                                 | Uwe Boll                       |
| 2008      | Szczury tunelowe (Tunnel Rats)                                               | sierżant Vic Hollowborn                      | Uwe Boll                       |
| 2008      | Road to Hell                                                                 | Cody                                         | Albert Pyun                    |
| 2009      | The Perfect Sleep                                                            | oficer Pavlovich                             | Jeremy Alter                   |
| 2009      | Rampage: Szaleństwo (Rampage)                                                | szeryf Melvoy                                | Uwe Boll                       |
| 2009      | Kontakt bezpośredni (Direct Contact)                                         | Clive Connelly                               | Danny Lerner                   |
| 2010      | Ekspedycja (Amphibious 3D)                                                   | Jack Bowman                                  | Brian Yuzna                    |
| 2010      | Tales of an Ancient Empire                                                   | Oda                                          | Albert Pyun                    |
| 2010      | Rainy, superpies (Cool Dog)                                                  | Dean Warner                                  | Danny Lerner                   |
| 2011      | Prawnik z Lincolna (The Lincoln Lawyer)                                      | detektyw Kurlen                              | Brad Furman                    |
| 2011      | Bloodrayne: The Third Reich                                                  | komendant Ekart Brand                        | Uwe Boll                       |
| 2012      | The Come Up (film krótkometrażowy)                                           | Ron Zimmermann                               | Kirk Sullivan                  |
| 2012      | Najwyższy wyrok (Maximum Conviction)                                         | Chris Blake                                  | Keoni Waxman                   |
| 2012      | Eksperyment Filadelfia (The Philadelphia Experiment)                         | Hagan                                        | Paul Ziller                    |
| 2012      | Zaginiona (Gone)                                                             | porucznik Ray Bozeman                        | Heitor Dhalia                  |
| 2013      | Suddenly                                                                     | Benny Conklin                                | Uwe Boll                       |
| 2013      | Mściciel z Wall Street (Bailout: The Age of Greed)                           | Frank                                        | Uwe Boll                       |
| 2014      | Wings of the Dragon                                                          | Jackson Lee                                  | Dimitri Logothetis             |
| 2015      | 24 Hours                                                                     | kapitan Ryan                                 | Timothy Woodward Jr.           |
| 2015      | The Shelter                                                                  | Thomas                                       | John Fallon                    |
| 2015      | Taśmy Watykanu (The Vatican Tapes)                                           | detektyw Harris                              | Mark Neveldine                 |
| 2015      | Dobry, zły i martwy (4Got10)                                                 | szeryf Olson                                 | Timothy Woodward Jr.           |
| 2016      | Swap (także WEAPONiZED)                                                      | kapitan Doug Rice                            | Timothy Woodward Jr.           |
| 2016      | Traded                                                                       | Clay                                         | Timothy Woodward Jr.           |
| 2016      | The Red Maple Leaf                                                           | ambasador Patrick Adams                      | Frank D’Angelo                 |
| 2017      | A Doggone Hollywood                                                          | szeryf Evans                                 | Jim Wynorski                   |

## Nagrody i nominacje
| Rok  | Nagroda                                                 | Kategoria                                                       | Film                    | Inni wykonawcy | Rezultat  |
| ---- | ------------------------------------------------------- | --------------------------------------------------------------- | ----------------------- | --- | --------- |
| 2007 | Estepona International Fantasy and Horror Film Festival | Nagroda specjalna jurorów dla najlepsza aktora                  | Seed: Skazany na śmierć | – | Wygrana   |
| 2007 | Estepona International Fantasy and Horror Film Festival | Nagroda jurorów przyznana za wybitne osiągnięcia aktorskie      | –                       | – | Wygrana   |
| 2012 | PollyGrind Film Festival                                | Nagroda dla najlepsza aktora                                    | Road to Hell            | – | Wygrana   |
| 2013 | Action on Film International Film Festival              | Nagroda Half-Life za osiągnięcia aktorskie                      | –                       | – | Wygrana   |
| 2015 | Burbank International Film Festival                     | Nagroda dla najlepsza aktora                                    | Dobry, zły i martwy     | – | Wygrana   |
| 2015 | A Night of Horror International Film Festival           | Nagroda Career Achievement – osiągnięcia w dziedzinie aktorstwa | The Shelter             | – | Wygrana   |
| 2016 | Action on Film International Film Festival              | Najlepszy aktor w filmie akcji                                  | Traded                  | – | Wygrana   |
| 2016 | Action on Film International Film Festival              | Najlepszy aktor w filmie pełnometrażowym                        | Traded                  | – | Nominacja |
| 2016 | Action on Film International Film Festival              | Wybitny zespół aktorski – film pełnometrażowy                   | The Red Maple Leaf      | James Caan, Robert Loggia, Martin Landau, Paul Sorvino, Mira Sorvino, Kris Kristofferson, Marina Anderson, Armand Assante, Daniel Baldwin, Marc Blucas, Alex Caan, Rain Clews-Fehr, Ellen Dubin, Laurie Fortier, Addison Holley, Margot Kidder, Robert Mangiardi, Tony Nardi, Doris Roberts, Eric Roberts, Romy Weltman, producent Frank D’Angelo | Wygrana   |